# Set Me Free Pt. 2
"Set Me Free Pt. 2" là một bài hát của nam ca sĩ người Hàn Quốc Jimin.Anh là thành viên của nhóm nhạc BTS. Ca khúc được phát hành dưới dạng đĩa đơn chủ đạo trong album phòng thu solo đầu tay của anh Face vào ngày 17 tháng 3 năm 2023, thông qua hãng Big Hit Music. Là một bản  hip hop đầy mãnh liệt kể về việc Jimin nhất quyết từ chối bị hạ bệ bởi những người chỉ trích anh và vượt qua những trận chiến nội tâm của anh, bài hát được sáng tác bởi Ghstloop, Pdogg, Jimin và Supreme Boi, với Pdogg và Ghstloop chịu trách nhiệm cho việc sản xuất ca khúc. Bài hát đánh dấu lần đầu tiên Jimin đọc rap và cũng sử dụng các hiệu ứng giọng hát bị bóp méo và Auto-Tune.
Một video âm nhạc đi kèm cho thấy Jimin đang biểu diễn bài hát, hoàn chỉnh với một vũ đạo công phu, trong một căn phòng hình tròn tràn ngập ánh đèn nhấp nháy, xung quanh là một nhóm lớn các vũ công.
Đĩa đơn ra mắt ở vị trí thứ 30 trên bảng xếp hạng UK Singles Chart và Billboard Hot 100 tại Hoa Kỳ, mang về cho Jimin vị trí cao nhất trên cả hai bảng xếp hạng. Đây là đĩa đơn đầu tay có thứ hạng cao nhất của một nghệ sĩ solo Hàn Quốc trong lịch sử bảng xếp hạng OCC, và bảng xếp hạng Billboard Hot 100 tại Hoa Kỳ.

## Cấu trúc
Là một ca khúc hip-hop, "Set Me Free Pt.2" có sự hỗ trợ của một dàn hợp xướng hoành tráng—Jimin đã phải bay đến Mỹ để giám sát việc thu âm của dàn hợp xướng—nhịp hip-hop bùng nổ và cần cả một giọng hát Auto-Tune gấp gáp". Với những cụm từ trong lời bài hát như "Hãy giải phóng tôi" và "Cuối cùng được tự do" được lặp lại xuyên suốt, bài hát đã cho thấy rằng nam ca sĩ đã phải "vượt qua những trận chiến nội tâm" và "thoát khỏi sự giam cầm về tinh thần". Tự tin với sự tự do mới được tìm thấy của mình, Jimin nói với những người chỉ trích anh rằng "hãy lạc lối trong khi anh đang tận hưởng 'thời điểm quan trọng' này" thông qua những dòng như "Chết tiệt tất cả các opp" (F*ck all your opps) và "Hãy nhìn tôi của bây giờ / Tôi sẽ không trốn tránh bất cứ đièu gì nữa, kể cả nó đau đớn / Phát điên lên để tỉnh táo / Hãy giơ tay cho tôi của quá khứ".

## Diễn biến thương mại
"Set Me Free Pt. 2" là bài hát được tải xuống nhiều thứ hai trong tuần đầu tiên phát hành tại Hàn Quốc, chỉ trong vòng 2 ngày đầu phát hành trong khoảng thời gian từ ngày 12–18 tháng 3 năm 2023. Chỉ sau hai ngày phát hành, bài hát đã ra mắt ở vị trí thứ 27 trên số ra tuần thứ 11 của bảng xếp hạng Circle Digital Chart. Ca khúc cũng đã lọt vào bảng xếp hạng South Korea Songs của Billboard tại vị trí thứ sáu. Bài hát đã lọt vào Top 100 của Bảng xếp hạng Streaming Chart trong tuần thứ hai, xếp ở vị trí thứ 70 trên tuần thứ 12 với vai trò là ca khúc "Hot" có thứ hạng cao thứ hai trong khoảng thời gian từ ngày 19 đến ngày 25 tháng 3.
Tại Nhật Bản, "Set Me Free Pt. 2" đã bán được khoảng 4.647 bản trong ngày đầu tiên phát hành, ca khúc cũng đã đứng đầu bảng xếp hạng Daily Digital Singles của Oricon cho tuần ngày 17 tháng 3 năm 2023. Chỉ với ba ngày đầu tiên phát hành trong khoảng thời gian bảng xếp hạng tuần đang diễn ra (từ ngày 13 đến ngày 19 tháng 3), đĩa đơn đã bán được khoảng 6.423 bản tích lũy và đã dẫn đầu bảng xếp hạng Daily Digital Singles vào ngày 27 tháng 3.
"Set Me Free Pt. 2" đã trở thành đĩa đơn đầu tay có thứ hạng cao nhất của một nghệ sĩ solo Hàn Quốc trong lịch sử bảng xếp hạng UK Singles Chart, sau khi đã ra mắt ở vị trí thứ 30. Jimin đã vượt qua kỷ lục trước đó được thiết lập bởi thành viên cùng nhóm nhạc BTS J-Hope, người mà đã ra mắt ở vị trí thứ 37 với ca khúc "On the Street" gần một tháng trước đó. Đây cũng là bài hát được tải xuống nhiều nhất và cũng là bài hát bán chạy nhất trong tuần từ ngày 24 đến ngày 30 tháng 3 năm 2023.
Jimin đã chính thức giành được vị trí thứ hai và cũng đạt được vị trí cao nhất trên bảng xếp hạng Billboard Hot 100 của Hoa Kỳ với tư cách là nghệ sĩ solo—trước đó anh đã đạt được tại vị trí thứ 76 qua đĩa đơn "Vibe" hợp tác với Taeyang—qua đĩa đơn "Set Me Free Pt. 2". Đĩa đơn đã ra mắt ở vị trí thứ 30 trên bảng xếp hạng tuần số ra ngày 1 tháng 4 năm 2023, với 6,4 triệu lượt phát trực tuyến và 63.000 lượt tải xuống đã được bán ra, khiến anh trở thành thành viên duy nhất của BTS lọt vào top 40 đĩa đơn . Đĩa đơn là một trong những ca khúc kỹ thuật số bán chạy nhất trong tuần phát hành tại quốc gia này, mang về cho Jimin vị trí quán quân thứ hai trên cả bảng xếp hạng Digital Songs và World Digital Song Sales. Jimin cũng là lần đầu tiên đứng đầu bảng xếp hạng Nghệ sĩ mới nổi. Hai ca khúc trước đó của anh là "Filter" và "Christmas Love" cũng đã trở lại bảng xếp hạng sau khi "Set Me Free"' được phát hành, lần lượt ở vị trí thứ năm và thứ mười một.
Trên toàn thế giới, đĩa đơn này đã tích lũy được hơn 56 triệu lượt phát trực tuyến và đã bán được hơn 42.000 bản kỹ thuật số, giúp Jimin lần đầu tiên lọt vào top 10 và đạt vị trí cao nhất trên bảng xếp hạng Billboard Global 200 — trước đó anh cũng đã đạt vị trí thứ 12 qua ca khúc "Vibe" — khi ra mắt ở vị trí thứ tám. Anh là thành viên BTS có thứ hạng cao nhất trên bảng xếp hạng toàn cầu; thành viên cùng nhóm Jungkook trước đó đã đạt vị trí thứ chín qua ca khúc World Cup "Dreamers" vào năm 2022. Ở các vùng lãnh thổ bên ngoài Hoa Kỳ, đĩa đơn cũng đã tích lũy được 49,7 triệu lượt phát trực tuyến và hơn 27.000 lượt bán tích lũy, ra mắt ở vị trí thứ năm trên bảng xếp hạng Global Excl. của Hoa Kỳ; Jimin là thành viên thứ hai của BTS có đến tận ba đĩa đơn solo lọt vào top 10 trên bảng xếp hạng.

## Video âm nhạc

### Phát hành
Do Oui Kim đạo diễn, video âm nhạc chủ yếu tập trung nhiều vào khía cạnh trình diễn của bài hát và cả "sự rung cảm thực sự mãnh liệt" của nó.  Trước đó là một đoạn giới thiệu dài khoảng 30 giây,  đã được đăng tải lên YouTube vào ngày 14 tháng 3, trong video có phân cảnh Jimin đang nhìn một cách "đe dọa"  vào máy quay trước khi chậm rãi bước qua một nhóm vũ công đồng thời còn mặc một "chiếc áo đồng phục thể thao màu xám" khi giai điệu của ca khúc bắt đầu nổ lên". Sau đó, máy quay bắt đầu bay xung quanh các vũ công khi họ đang "bùng nổ với những vũ đạo trong một căn phòng hình tròn được bao quanh bởi những ô vuông ánh sáng nhấp nháy khổng lồ". Giọng của Jimin được nghe thấy khi câu hát "Set me free" được cất lên, rồi sau đó đoạn video kết thúc; tựa đề của bài hát và thời điểm phát hành cũng xuất hiện trên màn hình ngay sau đó. Trong một video giới thiệu được phát hành ngay trước khi ra mắt album của mình, nam ca sĩ đã từng nói rằng anh đang "cố gắng truyền tải cái cảm giác hùng vĩ, mạnh mẽ và cứng rắn" thông qua phần trình diễn của bài hát.

### Nội dung
Video mở ra với cùng một cảnh trong đoạn teaser, cũng với phân cảnh Jimin đang nhìn thẳng vào máy quay trước khi di chuyển qua các vũ công đang nhảy đồng bộ khi bài hát bắt đầu. Mặc một chiếc áo khoác bomber màu đen, quần dài và ủng, anh đang biểu diễn bài hát với tư cách chính là "tâm điểm chỉ huy trong một vũ đạo phức tạp", anh di chuyển đồng loạt trên màn hình cùng với các vũ công khi mà những "làn sóng ánh sáng" lóe lên xung quanh họ. Đôi lúc, các vũ công tạo thành một mê cung thực sự, có lúc họ vây quanh và nhìn chằm chằm vào Jimin như cái cách mà các anti-fan đã từng "chỉ trỏ chế nhạo" anh. Đèn bắt đầu tối đi trong giây lát và khi chúng sáng trở lại trong một khoảng thời gian ngắn và Jimin xuất hiện nhưng lại chỉ mặc một chiếc áo khoác, trên người còn có một bài thơ của nhà thơ người Đức Rainer Maria Rilke, "Ich lebe mein leben in wachsenden ringen", được xăm bằng mực đen trên cổ và ngực trần của anh. Các vũ công lại tập trung vào anh khi bài hát kết thúc, "điên cuồng di chuyển và nắm lấy anh ta, gần như là nuốt chửng cho chính anh", trước khi nâng cơ thể Jimin lên không trung, sau đó đồng thời gục xuống đất, mang anh theo họ. Cuối cùng, Jimin hiện ra từ bên dưới đám đông, bây giờ anh đang mặc một "bộ trang phục mềm mại, màu trắng", đứng một mình ở phía cuối nhằm ý rằng, anh đã được tự do.

### Phản hồi
Video âm nhạc đã nhận được 2,7 triệu lượt xem trong vòng hai giờ đầu tiên. Nika Roque từ GMA Network đã mô tả Jimin là một người "ngốc nghếch và sắc sảo" trong video, trong khi Jennifer Zhan từ trang mạng Vulture đã gọi anh chính là một "nghệ thuật sống". Ian Jay Capati từ ABS-CBN đã tóm tắt tổng thể video là rất "hấp dẫn", với "hình ảnh và vũ đạo đáng kinh ngạc" và phù hợp. Trong một bài đánh giá từ trang báo Junkee, nhà báo Jenna Guillaume chuyên viết về văn hoá đại chúng đã nhận xét rằng video âm nhạc đã làm nổi bật về sự phát triển cá nhân của Jimin thông qua "vũ đạo, trang phục và thiết kế về bối cảnh chu đáo". Cô cảm thấy rằng việc sử dụng các cấu trúc giống như panopticon cho bối cảnh đã ám chỉ đến "chủ đề bị giam cầm và luôn bị theo dõi". Về trang phục và hình ảnh, Guillaume đã so sánh sự tiến bộ của Jimin từ bộ trang phục mang phong cách combat tối màu, mà cô đã mô tả là "biểu hiện của vẻ ngoài cứng rắn", với việc được nhìn thấy với ít phụ kiện và quần áo hơn, cũng hơn nữa là về anh xuất hiện trong bộ đồ toàn màu trắng ở phần cuối video như là một con bướm đã chui ra khỏi chiếc kén và cho rằng điều quan trọng là phiên bản của người nghệ sĩ này chính là người đã "đánh bại được các thế lực đang cố gắng vượt qua anh" và "[đứng] một mình, chiến thắng và tự do bằng sức mạnh và ý chí của chính mình."

## Bảng xếp hạng
| Bảng xếp hạng (2023)                        | Thứ hạng |
| ------------------------------------------- | -------- |
| Úc (ARIA)                                   | 71       |
| Áo (Ö3 Austria Top 40)                      | 67       |
| Canada (Canadian Hot 100)                   | 45       |
| Pháp (SNEP)                                 | 144      |
| Thế giới Global 200 (Billboard)             | 8        |
| Hy Lạp (IFPI)                               | 20       |
| Hungary (Single Top 40)                     | 2        |
| Ấn Độ International Singles (IMI)           | 4        |
| Indonesia (Billboard)                       | 20       |
| Nhật Bản (Japan Hot 100)                    | 59       |
| Nhật Bản Digital Singles (Oricon)           | 1        |
| MENA (IFPI)                                 | 11       |
| New Zealand Hot Singles (RMNZ)              | 4        |
| Peru (Billboard)                            | 20       |
| Philippine (Billboard)                      | 18       |
| Ba Lan (Polish Streaming Top 100)           | 62       |
| Bồ Đào Nha (AFP)                            | 90       |
| Singapore (RIAS)                            | 7        |
| Hàn Quốc (Circle)                           | 24       |
| Thụy Sĩ (Schweizer Hitparade)               | 93       |
| Anh Quốc (OCC)                              | 30       |
| Hoa Kỳ Billboard Hot 100                    | 30       |
| Hoa Kỳ World Digital Song Sales (Billboard) | 1        |
| Việt Nam (Vietnam Hot 100)                  | 5        |

| Bảng xếp hạng (2023)        | Thứ hạng |
| --------------------------- | -------- |
| Hàn Quốc (Circle)           | 61       |
| Hàn Quốc (Circle Streaming) | 147      |
| Hàn Quốc (Circle Download)  | 6        |

## Giải thưởng
| Tên chương trình | Kênh | Ngày phát sóng      | Nguồn  |
| ---------------- | ---- | ------------------- | ------ |
| M Countdown      | Mnet | 23 tháng 3 năm 2023 | [ 55 ] |

| Giải thưởng             | Ngày                | Nguồn  |
| ----------------------- | ------------------- | ------ |
| Weekly Popularity Award | 27 tháng 3 năm 2023 | [ 56 ] |